# Wunda
Wunda es una nueva diosa, una guerrera de Apokolips, publicada por la editorial DC Comics. Apareció por primera vez en la miniserie limitada Siete Soldados: Mister Miracle #1 (noviembre del 2005), y fue creada por Grant Morrison y Pasqual Ferry.

## Biografía del personaje ficticio
Se sabe muy poco sobre la mujer conocida como Wunda, aparte de que ella es miembro del escuadrón femenino de guerreras conocida como las Furias Femeninas de Abuela Bondad.

### Crisis Final
Durante la Crisis final, las Furias poseyeron o usurparon el cuerpo de algunas de las heroínas y villanas de la Tierra. Wonder Woman fue una de ellas y Wunda usurpó su cuerpo, al igual que sucedió con una compañera llamada Gigantrix (que usurpó el cuerpo de Giganta).

## Poderes y habilidades
Wunda apenas se le conoce como poder la manipulación de la Luz.